# Ernest Drezen
Pour les articles homonymes, voir Drezen.
Ernest Vilhelm Karlovitch Drezen (14 novembre 1892 - 27 octobre 1937) est un espérantiste russe.

## Biographie

### Jeunesse
Ernest Drezen nait le 2 novembre 1892 à Liepāja, en Lettonie, de Kārlis Drēzin̦š et de Karolina Drēzin̦š. Il étudie à Liepāja, puis à Kronstadt, où la famille déménage en 1908. De 1911 à 1916, il étudie à l’institut technologique de Saint-Pétersbourg, tout en travaillant dans le port de Kronstadt, en tant que technicien.
Il a été secrétaire général du Comité central des espérantistes et auteur d'une Historio de la mondlingvo fréquemment citée par les auteurs d'ouvrages sur les langues construites.  Il est aussi un des fondateurs de l'école soviétique de terminologie,,.
Fils d'un allemand des pays baltes, lui-même ancien officier tsariste, il a rejoint l'Armée rouge durant la guerre civile russe.
Ingénieur et secrétaire du président Mikhaïl Kalinine, il a été exécuté en 1937 durant les Grandes Purges.

## Œuvres
- Zamenhof - bioideologia studo, SAT, 1929
- La Vojo de formiĝo kaj disvastiĝo de la lingvo internacia, SAT, 1929
- Historio de la mondolingvo, 1931
- Analiza Historio de la Esperanto-Movado, 1931
- Skizoj pri teorio de Esperanto, 1931